# Союз Т-10
Это статья об успешном космическом полёте. О неудачном запуске, известном под тем же номером, см. Союз Т-10-1
«Союз Т-10» — пилотируемый космический корабль.

## Параметры полёта
- Масса аппарата — 6,85 т.
- Наклонение орбиты — 51,6°.
- Период обращения — 88,7 мин.
- Перигей — 199 км.
- Апогей — 217 км.

## Экипаж старта
- Командир корабля — Кизим, Леонид Денисович (2)
- Бортинженер корабля — Соловьёв, Владимир Алексеевич (1)
- Космонавт-исследователь корабля — Атьков, Олег Юрьевич (1)

## Дублирующий экипаж
- Командир корабля — Васютин, Владимир Владимирович
- Бортинженер корабля — Савиных, Виктор Петрович
- Космонавт-исследователь корабля — Поляков, Валерий Владимирович

## Экипаж при приземлении
- Командир корабля — Малышев, Юрий Васильевич
- Бортинженер корабля — Стрекалов, Геннадий Михайлович
- Космонавт-исследователь корабля — Шарма, Ракеш (Rakesh Sharma) (Индия)

## Описание полёта
Третья основная экспедиция орбитальной научной станции «Салют-7».
9 февраля «Союз Т-10» состыковался с орбитальной научной станцией «Салют-7», которая с ноября 1983 года была необитаемой и находилась в автоматическом режиме полёта.
На борту станции экипаж проводил научно-технические и медико-биологические исследования и эксперименты.
Во время пребывания на станции «Салют-7» третьей основной экспедиции были приняты две экспедиции посещения — на кораблях «Союз Т-11» и «Союз Т-12». Впервые на борту орбитальной станции работали одновременно шесть космонавтов. Врач-кардиолог Олег Атьков проводил на борту регулярные медицинские обследования своих коллег по экипажу. Леонид Кизим и Владимир Соловьёв впервые во время одного полёта совершили шесть выходов в открытый космос (непревзойдённый и поныне рекорд). Суммарное время пребывания в открытом космосе составило 22 часа 50 минут. Проведён ремонт объединённой двигательной установки (ОДУ) станции и установлены ещё две дополнительные солнечные батареи.
Космонавты Леонид Кизим, Владимир Соловьёв и Олег Атьков вернулись на Землю 2 октября 1984 года в 10:57 (UTC).
Продолжительность их полёта составила 236 суток 22 часа 49 минут. В то время это была рекордная продолжительность пребывания в космосе.